# Saint-Germain-sur-Renon
Saint-Germain-sur-Renon település Franciaországban, Ain megyében. Lakosainak száma 262 fő (2022. január 1.). Saint-Germain-sur-Renon La Chapelle-du-Châtelard, Marlieux, Saint-André-le-Bouchoux, Saint-Georges-sur-Renon és Saint-Paul-de-Varax községekkel határos.

## Népesség
A település népessége az elmúlt években az alábbi módon változott:
| Lakosok száma | 177  | 152  | 190  | 240  | 230  | 233  | 236  | 246  | 251  | 262  |
|               | 1968 | 1982 | 1990 | 2006 | 2013 | 2015 | 2017 | 2019 | 2020 | 2022 |